# 中御門経季
中御門経季（なかのみかど つねすえ、正安2年（1299年） - 貞和2年（1346年）9月8日）は、鎌倉時代後期から室町時代前期にかけての公卿。初名は中御門高継。

## 官歴
- 正和4年（1315年）：正五位下
- 正和5年（1316年）：右兵衛佐
- 文保2年（1318年）：春宮大進
- 嘉暦2年（1327年）：上総介、兵部少輔、蔵人
- 嘉暦3年（1328年）：右少弁
- 元徳元年（1329年）：左少弁、造興福寺長官、正五位上
- 元徳年（1330年）：従四位下
- 元弘元年（1331年）：従四位上、右中弁
- 元弘3年（1333年）：左中弁、宮内卿、蔵人頭
- 建武元年（1334年）：正四位下
- 延元元年（1336年）：参議
- 暦応元年（1338年）：従三位
- 康永2年（1343年）：正三位
- 貞和2年（1346年）：出家のため致仕

## 系譜
- 父：中御門経継
- 兄：中御門経宣
- 弟：中御門経兼
- 子：中御門季定